# Beringin Jaya (Pagar Alam Utara)
Beringin Jaya is een bestuurslaag in het regentschap Pagar Alam van de provincie Zuid-Sumatra, Indonesië. Beringin Jaya telt 4961 inwoners (volkstelling 2010).